# Lemon II
Il Lemon II è un clone italiano del computer Apple II Europlus, noto per la sua compatibilità al 100% con il sistema originale e disponibile in varie edizioni, con differenti case, ROM e anche in versione portatile da varie aziende italiane, la Selcom, Jen, Belton e Lemon Italia, sulla base della scheda madre prodotta da Selcom a partire dal 1981.
La piena compatibilità e il costo ridotto, meno della metà di un Apple II originale, determinarono il suo successo commerciale. Sul mercato italiano divenne uno dei cloni più diffusi a livello casalingo; inizialmente era venduto solo come scheda elettronica, tastiera e alimentatore, senza neppure un case, ma in seguito al crescente successo si iniziò a venderlo assemblato.